# Retta Scott
Retta Scott   (Omak, 23 de febrer de 1916 - Foster City, 26 d'agost de 1990) va ser una artista estatunidenca. És notable com la primera dona que va rebre crèdit a la pantalla com a animadora de dibuixos a Walt Disney Animation Studios.

## Inicis i educació
Scott va néixer a Omak, Washington el 23 de febrer de 1916. Es va graduar a la Roosevelt High School de Seattle el 1934. Scott va rebre dues beques al llarg de la seva formació. La primer va ser de la Seattle Art & Music Foundation, que li va concedir una beca a 4t de primària que va aprofitar per assistir durant 10 anys a classes d'art creatiu. Més tard, va rebre una beca de tres anys per assistir al Chouinard Art Institute, de manera que es va traslladar a Los Angeles, Califòrnia. Va passar gran part del seu temps lliure dibuixant animals salvatges al zoo de Griffith Park. La seva ambició era fer una carrera en Belles Arts.
Quan va acabar el seu temps al Chouinard Art Institute, el seu director, Vern Caldwell, va instar Scott a sol·licitar treballs amb Walt Disney, basant-se en la seva passió pels animals. Inicialment no estava interessada a causa dels curts de dibuixos animats pels quals era coneguda la companyia, però Caldwell li va recomanar que treballés en Bambi, una pel·lícula completa que estava en producció. Finalment, es va unir a la companyia el 1938 per treballar al Departament d'Història.
Segons Country Life, el Seattle Art Museum mostrava les pintures de Scott com a part d'una exposició del 1940.

## Carrera a Disney
Scott va treballar en guions il·lustrats per desenvolupar escenes de Bambi, la seva mare i els gossos de caça de la pel·lícula, en els quals va passar setmanes per convertir-los en "bèsties vicioses, gruixudes, realment malignes". Els artistes masculins de la companyia van quedar atordits, ja que creien que només un home podia crear dibuixos amb tanta intensitat i habilitat tècnica. Els seus esbossos van cridar l'atenció de Disney, de manera que quan la pel·lícula va entrar en producció li van assignar animar escenes de gossos de caça perseguint Faline. Va treballar sota la direcció del director supervisor de la pel·lícula, David D. Hand, i va ser tutoritzada per l'animador de Disney Eric Larson. Aquest va ser un cop important per a la jove, ja que a l'estudi de Disney de la dècada de 1930, les dones només eren considerades per a tasques rutinàries: “L'art de tinta i pintura era una part laboriosa del procés d'animació i era exclusivament el domini de les dones..." La seva promoció a animadora va ser en part gràcies a l'èxit d'ella mateixa i d'altres dones com Bianca Majolie, Sylvia Holland i Mary Blair com a artistes de guions il·lustrats. Fins i tot després de rebre una promoció a animadora, ella i les seves animacions van continuar sent poc apreciades a la indústria. Tot i que l'artista femenina de Walt Disney més reconeguda és Mary Blair, va ser Retta Scott qui va obrir les portes a les dones de la indústria de l'animació. Es va convertir en la primera dona que va rebre crèdit a la pantalla com a animadora de dibuixos. A la primavera de 1941, Scott també era considerada un "especialista en esbossos d'animals".
Després de Bambi, Scott va ajudar a produir Fantasia i Dumbo, així com una adaptació de El vent entre els salzes que posteriorment va ser cancel·lada. També va fer una aparició a The Reluctant Dragon i va treballar independentment amb el seu col·lega Woolie Reitherman en un llibre infantil cancel·lat anomenat B-1st. Tot i ser acomiadada el 1941, Scott va ser ràpidament contractada el 1942, ajudant en vídeos educatius i altres curtmetratges de menor escala. El seu breu temps acomiadada es va deure parcialment a la vaga dels estudis Disney de l'estiu de 1941, tot i que Scott no va participar en la vaga. Es va retirar el 2 d'agost de 1946 després de casar-se amb el comandant del submarí Benjamin Worcester, convertint-se en Retta Scott Worcester.
El 2000, Walt Disney Co. li va atorgar pòstumament un dels reconeixements Disney Legends d'aquell any per les seves contribucions. Els primers esbossos de Scott a Disney es poden trobar al Walt Disney Family Museum de San Francisco, Califòrnia.

## Treball posterior
Scott i el seu marit es van traslladar a Washington, DC, on va il·lustrar llibres com The Santa Claus Book i Happy Birthday. També va continuar treballant amb Disney a través de treballs autònoms com ara il·lustrar l'edició Big Golden Book de La Ventafocs de Disney. El seu treball va cridar l'atenció d'empleats de l'època i més antics de Disney, inclòs Jonas Rivera, productor d'Up, que va comentar: “Sempre m’ha encantat la Ventafocs de Retta Scott perquè no sembla la de la pel·lícula, però d'alguna manera se sent com la pel·lícula". Retta i el seu marit es van divorciar el 1978 i ella va continuar sent una il·lustradora activa fins que va ser contractada de nou com a animadora el 1982 per a la Luckey-Zamora Moving Picture Company. Va continuar impressionant artistes, especialment homes que inicialment subestimaven el seu treball, i estava ansiosa per ensenyar-li les seves habilitats.
Scott va patir un ictus el desembre de 1985 i va morir el 26 d'agost de 1990 a casa seva a Foster City, Califòrnia.

## Filmografia
| Curs | Títol                                    | Notes                    |
| ---- | ---------------------------------------- | ------------------------ |
| 1942 | Donald's Snow Fight                      | Animadora: no acreditada |
| 1942 | Donald Gets Drafted                      | Animadora: no acreditada |
| 1945 | (Dibuixos animats de Goofy, sense títol) | Animadora                |
| 1942 | Bambi                                    | Animadora                |
| 1982 | The Plague Dogs                          | Animadora                |